# Moss (Noorwegen)
Moss is een gemeente en stad in de Noorse provincie Østfold. De gemeente telde 32.407 inwoners in januari 2017.
De Koninklijke Noorse luchtmacht had nabij de stad een helikopter- en vliegbasis waar onder meer haar Falcon 20's gestationeerd waren. De basis werd in vanaf oktober 2005 tot november 2016 ook als civiel vliegveld gebruikt. 
In 1925 werd Moss uitgebreid met de gemeente Jeløya. Op 1 januari 2020 werd de provincie Østfold, waar Moss deel van uitmaakte opgeheven en werd de gemeente opgenomen in de op die dag gevormde provincie Viken. Op dezelfde dag werd de gemeente Rygge opgeheven en opgenomen in de gemeente Moss. 

## Transport
Moss ligt aan de spoorlijn van Oslo naar Halden en verder naar Zweden. Vanaf het station vertekken treinen naar Oslo en Göteborg. De reis naar Oslo kost ongeveer drie kwartier. Over de weg is de snelste route naar de Noorse hoofdstad via de E6 die ten oosten van de stad langs loopt. Vanaf Moss gaat een veerboot over het Oslofjord naar Horten in de provincie Vestfold og Telemark.

## Sport
De lokale voetbalclub Moss FK werd in 1987 landskampioen van Noorwegen, nadat het vier jaar eerder de Noorse voetbalbeker had gewonnen.

## Geboren
- Rune Tangen (1964), Noors voetballer
- Erland Johnsen (1967), Noors voetballer
- Erik Holtan (1969), Noors voetballer
- Tina Bru (1986), Noors politica

Aremark · Fredrikstad · Halden · Hvaler · Indre Østfold · Marker · Moss · Råde · Rakkestad · Sarpsborg · Skiptvet · Våler

Voormalige gemeentes: Askim · Eidsberg · Hobøl · Rømskog · Rygge · Spydeberg · Trøgstad